# Diego Moreno Meléndez
Diego Moreno Meléndez (Jerez de la Frontera, 1626 - 1700), arquitecto español barroco que trabajó en el entorno de la archidiócesis de Sevilla, fundamentalmente como maestro mayor de obras de Jerez de la Frontera.

## Reseña biográfica
Según el libro de bautismos de la parroquia de San Miguel de Jerez, Diego Moreno Meléndez es bautizado el 12 de julio de 1626 por el sacerdote Alonso de Cañas Rendón. Sus padres fueron Pedro Moreno Meléndez y Sebastiana Gómez, y sus padrinos Juan Sartes de Erilla e Isabel Gutiérrez. Este es uno de los pocos datos que se conocen de su vida.
Además de esto, hay constancia de dos contratos de compraventa firmados por él. El primero del 6 de enero de 1659, cuando compró por 400 ducados una casa donde residiría el resto de su vida a alguien llamado Antonio Luis; en la calle Puerto, dentro de la misma collación de San Miguel, extramuros aunque en las proximidades del Alcázar, una de las salidas naturales de la ciudad hacia El Puerto de Santa María. El segundo de fecha 7 de septiembre de 1691, cuando compró cuatro aranzadas de tierra de sarmientos de dos años situados en el pago de Espartanas, en el antiguo camino de Lebrija, por ciento setenta y seis ducados en moneda de oro y vellón pagados de contado a Juan Bautista de Morales, el vendedor.
Diego Moreno Meléndez fallece el 23 de septiembre de 1700 con honores de maestro mayor de arquitectura y es enterrado en la parroquia de San Miguel, a los pies del Santo Crucifijo de la Salud. Gracias al registro de la defunción, se sabe que estaba casado con María de [...] Saavedra.

## Formación y Estilo
La ausencia de datos sobre la vida de Moreno Meléndez hace difícil conocer con exactitud cómo se formó. No se tiene constancia de antecedentes familiares en el gremio, así que probablemente aprendería el oficio de algún maestro cantero de la ciudad. Sancho Corbacho documenta su intervención en la dirección de saca de piedra en Jerez para la construcción de la Colegiata del Salvador de Sevilla en 1682, una época en la que Moreno Meléndez ya estaba formado y tenía bastante consolidado su estilo.
Desde el punto de vista de estilo, Moreno Meléndez se caracteriza por el trabajo en piedra con un relieve poco acentuado en ejecución de las tallas, una limitación compartida por otros arquitectos de su entorno debido a la porosidad de la piedra caliza, abundante en la zona, y al empleo de una mano de obra poco cualificada que solía trabajar usando plantillas. La obra de Moreno Meléndez tiene un evidente regusto medieval, patente en los motivos de las tracerías, el empleo de arbotantes y pináculos que él adapta a elementos formales más barrocos como jarrones o bolas. En el trazo de los edificios busca el alargamiento y esbeltez del gótico en contraposición a la horizontalidad clásica.
La obra de Moreno Meléndez aúna estilos con gran coherencia formal que le permite combinar de manera natural lo mudéjar con lo gótico, lo renacentista y lo barroco como una unidad espacio-temporal en un primer avance de lo que, dos siglos más tarde, se conocerá como arquitectura ecléctica

## Alquimia y hermetismo
Recientemente, Saulo Ruiz Moreno demostró en su ensayo Alquimia en Jerez que los edificios de Moreno Meléndez contenían una enorme carga de simbolismo relacionado con la Alquimia y el Hermetismo. En líneas generales, los trazos y la decoración de sus obras principales siguen un patrón muy marcado por la lectura simbólica del palacio renacentista de Riquelme, un palacio renacentista con una importante fachada simbólica levantada por el alarife Fernando Álvarez y probablemente diseñada por Francisco de la Barca Maldonado. En estas obras se pueden encontrar símbolos alquímicos clásicos y referencias simbólicas a la Gran Obra.
Esta reiteración del mensaje alquímico en la obra de Moreno Meléndez desde el primero al último de sus proyectos, hace pensar en que la filosofía hermética habría sido una ocupación permanente en su vida. Además, sus referencias explícitas a conceptos de alquimia operativa parecen dejar claro que Moreno Meléndez no solo se limitó a practicar la Alquimia de manera especulativa.

## Obra
Según lo conocido hasta el momento, la obra de Diego Moreno Meléndez se limita a Jerez de la Frontera.

### Nueva planta
- Torre de la parroquia de Santiago, primera obra documentada de Moreno Meléndez, hacia 1661.
- Torre de la parroquia de San Miguel, 1675.
- Nuevo edificio de la Colegial del Salvador, 1695.
- Nueva iglesia de la Compañía de Jesús, 1696.

### Restauraciones e informes
- Informe para la petición de una capilla en la parroquia de San Miguel, 1673.
- Informes acerca del urbanismo y saneamiento de la ciudad, 1674.
- Informe para la restauración de la parroquia de San Lucas, 1684.
- Informe para la ampliación de la ermita de Las Angustias, 1694.
- Informe de ruina de la parroquia de Santiago, 1695.
- Informe de un problema de sanidad pública relacionado con el convento del Carmen, 1696.

## Repercusión de su Obra
La obra de Diego Moreno Meléndez dibuja el perfil de la ciudad de Jerez de la Frontera. Proporciona las dos torres más esbeltas y visibles desde la lejanía: Santiago y San Miguel; así como la nueva y voluminosa Colegial del Salvador, aunque fuese terminada muchos años después de su fallecimiento.
Por otro lado, su legado hermético propiciará el desarrollo de la arquitectura simbólica jerezana del segundo tercio del siglo XVIII, obras por lo general asociadas a Juan de Bargas.
Esta importante influencia en la arquitectura y el pensamiento de la ciudad se refuerza con el uso del seudónimo Diego Moreno Meléndez que emplearía Aníbal González en 1927 cuando se presentó al concurso público que conduciría a la construcción del emblemático edificio de El Gallo Azul, un edificio de carácter simbólico, hermético, muy acorde al gusto de González y Moreno Meléndez.